# Greenville Swamp Rabbits
Greenville Swamp Rabbits är ett amerikanskt professionellt ishockeylag som spelar i den nordamerikanska ishockeyligan ECHL sedan 2010, dock de första fem åren med namnet Greenville Road Warriors. Laget har dock sitt ursprung från Johnstown Chiefs, som var baserad i Johnstown i Pennsylvania och spelade i ECHL mellan 1988 och 2010. Swamp Rabbits spelar sina hemmamatcher i inomhusarenan Bon Secours Wellness Arena, som har en publikkapacitet på 13 591 åskådare vid ishockeyarrangemang, i Greenville i South Carolina. Laget är samarbetspartner med Carolina Hurricanes i National Hockey League (NHL) och Charlotte Checkers i American Hockey League (AHL). De har ännu inte vunnit någon Kelly Cup, som är trofén till det lag som vinner ECHL:s slutspel.
Spelare som har spelat för dem är bland andra Rodrigo Ābols, Mike Banwell, Marc-André Bourdon, Julien Brouillette, Kodie Curran, Brandon Halverson, Shane Harper, Henri Ikonen, Connor Knapp, Jacob Lagacé, Nathan Lieuwen, Andrew Rowe, Mackenzie Skapski, Malte Strömwall och Cam Talbot.